# Epacmoides albifrons
Epacmoides albifrons är en tvåvingeart som beskrevs av Hesse 1956. Epacmoides albifrons ingår i släktet Epacmoides och familjen svävflugor. Inga underarter finns listade i Catalogue of Life.